# Didymocrea
Didymocrea — рід грибів родини Zopfiaceae. Назва вперше опублікована 1965 року.

## Класифікація
До роду Didymocrea відносять 2 види:
- Didymocrea leucaenae
- Didymocrea sadasivanii